# Williford
Williford es un pueblo ubicado en el condado de Sharp en el estado estadounidense de Arkansas. En el Censo de 2010 tenía una población de 75 habitantes y una densidad poblacional de 91,93 personas por km².

## Geografía
Williford se encuentra ubicado en las coordenadas 36°15′7″N 91°21′36″O / 36.25194, -91.36000. Según la Oficina del Censo de los Estados Unidos, Williford tiene una superficie total de 0.82 km², de la cual 0.82 km² corresponden a tierra firme y (0%) 0 km² es agua.

## Demografía
Según el censo de 2010, había 75 personas residiendo en Williford. La densidad de población era de 91,93 hab./km². De los 75 habitantes, Williford estaba compuesto por el 86.67% blancos, el 0% eran afroamericanos, el 4% eran amerindios, el 0% eran asiáticos, el 0% eran isleños del Pacífico, el 0% eran de otras razas y el 9.33% pertenecían a dos o más razas. Del total de la población el 0% eran hispanos o latinos de cualquier raza.